# Erasure
Erasure este o formație britanică de muzică synthpop, fondată în 1985 de către Andy Bell și Vince Clarke (Depeche Mode).

## Discografie

#### Albume de studio
- Wonderland (1986)
- The Circus (1987)
- The Innocents (1988)
- Wild! (1989)
- Chorus (1991)
- I Say I Say I Say (1994)
- Erasure (1995)
- Cowboy (1997)
- Loveboat (2000)
- Other People's Songs (2003)
- Nightbird (2005)
- Light At The End Of The World  (2007)
- Tomorrow's World (2011)
- Snow Globe (2013)
- The Violet Flame (2014)
- World Be Gone (2017)
- The Neon (2020)

#### EPs
- Crackers International (1988)
- Abba-Esque (1992)

#### Albume acustic
- Union Street (2006)
- World Beyond (2018)

#### Albume remix
- Pop ! Remixed (2009)
- The Neon Remixed (2021)

#### Albume live
- The Two-Ring Circus (1987)
- Welcome To The Glitter Dome (1993)
- The Erasure Show (2005)
- Acoustic Live (2006)
- Live At The Royal Albert Hall (2007)
- Tomorrow's World Tour (Live At The Roundhouse) (2011)
- World Be Live (2018)

#### Compilații
- Pop! The First 20 Hits (1992)
- Hits! The Very Best Of Erasure (2003)
- Total Pop! The First 40 Hits (2009)
- Always - The Very Best of Erasure (2015)

#### Single-uri
- Who Needs Love Like That (1985)
- Heavenly Action (1985)
- Oh L'Amour (1986)
- Sometimes (1986)
- It Doesn't Have To Be (1987)
- Victim Of Love (1987)
- The Circus (1987)
- Ship Of Fools (1988)
- Chains Of Love (1988)
- A Little Respect (1988)
- Stop! (1988)
- Drama! (1989)
- You Surround Me (1989)
- Blue Savannah (1990)
- Star (1990)
- Chorus (1991)
- Love To Hate You (1991)
- Am I Right? (1991)
- Breath Of Life (1992)
- Take A Chance On Me (1992)
- Who Needs Love Like That (Hamburg mix) (1992)
- Always (1994)
- Run To The Sun (1994)
- I Love Saturday (1994)
- Stay With Me (1995)
- Fingers & Thumbs (A Cold Summer's Day) (1995)
- Rock Me Gently (1996)
- In My Arms (1997)
- Don't Say Your Love Is Killing Me (1997)
- Rain - plus (1997)
- Freedom (2000)
- Moon & The Sky - plus (2001)
- Solsbury Hill (2003)
- Make Me Smile (Come Up & See Me) (2003)
- Oh L'Amour (remixes 2003) (2003)
- Breathe (2005)
- Don't Say You Love Me (2005)
- Here I Go Impossible Again / All This Time Still Falling Out Of Love (2005)
- Boy (2006)
- I Could Fall In Love With You (2007)
- Sunday Girl (2007)
- Storm Chaser (2007)
- Phantom Bride (2009)
- When I Start To (Break It All Down) (2011)
- Be With You (2011)
- Fill Us With Fire (2012)
- Gaudete (2013)
- Make it Wonderful (2014)
- Elevation (2014)
- Reason (2014)
- Sacred (2015)
- Sometimes 2015 (2015)
- Love You To The Sky (2017)
- World Be Gone (2017)
- Hey Now (Think I Got a Feeling) (2020)
- Nerves of Steel (2020)
- Fallen Angel (2020)

## VHS
- Live At The Seaside (1987)
- The Innocents Live (1989)
- Wild! Live (1990)
- Pop! The First 20 Hits (1992)
- Abba-Esque (1992)
- The Tank, The Swan & The Balloon (1993)
- Erasure EPK (1996)
- The Tiny Tour (1998)

## DVD
- Sanctuary - The EIS Christmas Concert 2002 (2003)
- Hits! The Videos (2003)
- The Tank, The Swan & The Balloon (2004)
- Great Hits Live - Live At Greatwoods (2005)
- The Erasure Show - Live In Cologne (2005)
- On The Road To Nashville (2007)
- Live At The Royal Albert Hall (2008)